# 茹阿拉
茹阿拉是位于巴西中西部马托格罗索州的一个市镇。
以2004年的估计人口大约为34 510人，总面积21387.334平方公里，人口密度1.5人/平方公里。
该镇的经济基础是三个领域：木材开采，养牛和农业。然而，树木逐渐地减少也意味着这个地方的发展变得缓慢。